# Plum (Pennsylvania)
Plum è una borough degli Stati Uniti d'America, nella contea di Allegheny nello Stato della Pennsylvania. Secondo il censimento del 2000 la popolazione è di 26.940 abitanti.

## Società

### Evoluzione demografica
La composizione etnica vede una prevalenza della razza bianca (95,60%) seguita da quella afroamericana (2,76%), dati del 2000.
| borough di Plum Popolazione |        |
| 2000                        | 26.940 |
| Stima al 01-07-07           | 26.212 |